# 화산초등학교 (전북)
화산초등학교는 대한민국 전북특별자치도 완주군에 있는 공립 초등학교이다.

## 학교 연혁
- 1908.03.11 화산사립의숙으로 발족
- 1922.04.10 화산공립보통학교로 인가(4년제)
- 1940.03.31 국민학교로 승격(6년제)
- 1991.03.01 대치분교 화산국민학교로 통폐합
- 1992.03.01 춘산분교 화산국민학교로 통폐합
- 1996.03.01 운산분교 화산초등학교로 통폐합
- 1999.10.09 도지정 자연과 시범학교 공개발표
- 2000.03.01 승치분교 화산초등학교로 통폐합
- 2004.11.01 도지정 인성교육 시범학교 공개발표
- 2008.02.28 교사 증개축 완공
- 2010.10.27 도지정 사교육없는학교 연구학교 운영보고
- 2011.12.20 사교육절감형 창의경영학교 우수기관 선정(한국교육개발원장상 수상)
- 2012.03.01 도지정연구학교(사교육절감형 창의경영 연구학교) 지정
- 2013.02.08 제92회 졸업 19명(총 졸업생 6,383명)
- 2013.03.01 제31대 최성현 교장 부임
- 2014.02.11 제93회 졸업 15명(총 졸업생 6,398명)
- 2014.02.28 사교육절감형 창의경영 연구학교 운영종료
- 2014.03.05 다꿈준비학교 운영 지정

## 참고 자료
- 화산초등학교 - 한국교육학술정보원 학교알리미